# Шевченко Богдана Віталіївна
Богда́на Віта́ліївна Шевче́нко (*24 січня 1995, Київ) — журналіст, фотохудожник, видавець, автор кількох книг художньої фотографії.

## Життєпис
Навчалася в гімназії № 117 ім. Лесі Українки у Києві. З 2012 р. — студентка університету «Києво-Могилянська академія» (політологія).
У 2013 припинила навчання у НаУКМА. У 2019 році закінчила навчання в Інституті журналістики Київського університету ім. Шевченка за спеціальністю — журналістика.
У 2020-му захистила червоний диплом на магістратурі філософського факультету (політологія) КНУ ім. Шевченка.
Член Національної спілки журналістів України (лютий 2013).
Засновниця видавничого дому Богдани Шевченко «Авжеж!» (2016).

### Журналістська діяльність
- З травня 2015 по листопад 2016 працювала на Громадському телебаченні hromadske.ua.
- З 2016 року по лютий 2022 працювала журналістом та ведучою на авторському проекті Романа Скрипіна — skrypin.ua.

### Авторські видання
- «Подорож на війну». Фотоальбом (2007).[1]
- «Тлінне й вічне». Фотоальбом (2009, у співавт.).
- «Ічнянщина. Крізь віки. Ічня». Фотоальбом (2010).
- «Ічнянщина. Качанівка. Тростянець». Фотопутівник (2010).
- «Ічнянщина. До Удаю, до Іченьки, до Смошу, до Остра», книга перша. Фотопутівник (2010).
- «Ічнянщина. До Удаю, до Іченьки, до Смошу, до Остра», книга друга. Фотопутівник (2010).
- «Кришталеві джерела». Фотоальбом (2010, у співавт.).
- «Качанівка, душі спочинок». Фотопутівник (видання перше та друге — 2011).
- «Канікули крізь об'єктив. Американські враження». Фотоальбом (2011).
- Серії видових фотокалендарів «Ічнянщина», «Ічня — козацький край», «Тростянець», «Качанівка» (2011).
- «Качанівка, душі спочинок». Фотоальбом (видання третє, доповнене — 2012).
- «Тростянець». Фотопутівник (видання перше — 2012).
- «Енциклопедія Ічнянщини. 10 тисяч статей, довідок, документів, матеріалів» (спеціальна фотозйомка, 2014).
- «Качанівка, душі спочинок». Фотопутівник (видання четверте, доповнене — 2014).
- «Качанівка. Карти-схеми. Поради та довідки для туристів». Фотобуклет (2015).
- «Качанівка. Подорож у вічність». Фотопутівник (2015).
- «Тростянець». Фотопутівник (видання друге — 2017).

## Творчі здобутки
- Гран-Прі за найвищі творчі здобутки протягом 20 років Фестивалю «Кришталеві джерела» у конкурсах фотохудожників (2011).
- Автор фотоілюстрацій до книжок В.Баранова та І.Качуровського «З Києва до Качанівки через Ніжин. Путівник для грибарів» (2011), Т.Чарковської «Тарас Шевченко і Київ» (2012).
- Почесний член Гранд-клубу «Кришталеві джерела» для учасників Міжнародного дитячого, молодіжного фестивалю аудіовізуальних мистецтв «Кришталеві джерела», № 31 (2010).
- Триразовий лауреат (2009, 2012 — жанрове фото; 2010 — номінація «Спеціальний проект») і п'ятиразовий дипломант (2008 — жанрове фото; 2010 — фотопейзаж, фотопортрет, жанрове фото; 2012 — фотопейзаж) Міжнародного дитячого, молодіжного фестивалю аудіовізуальних мистецтв «Кришталеві джерела».
- Лауреат Літературної премії ім. С.Васильченка (2010).
- Фотовиставки: «Terra Heroica» (Кам'янець-Подільський, 2008); ХІІІ Міжнародна фотовиставка газети «День» (м. Київ, 2011); «На краю світу», персональна (Ічня, 2011); «Мимохідь», персональна (м. Київ, «Галерея на Пітерській», 2011—2012); «З далеких і близьких доріг», персональна (Ічня, 2012).

## Сім'я
- Батько Віталій Шевченко — журналіст і письменник, народний депутат України в парламенті II, III, IV скликань;
- мати Оксана — журналіст;
- брат Андрій Шевченко — журналіст, народний депутат України в парламенті V, VI і VII скликань, Надзвичайний і повноважний посол України в Канаді (з 24 вересня 2015);
- брат Євген Олефіренко, позивний «Елвіс» (1988—2022) — історик, загинув у бою з російськими окупантами під Бахмутом на Донеччині 7 липня 2022 року.[2]

## Публікації
- «Потім прийшов Вовка…» — «Народне слово», 3 січня 2008.
- «Ми твої діти, Україно!» — «Дивосвіт», № 3, вересень 2008.
- «Військові баталії очима дівчинки» — «Голос України», 6.11.2008.
- «Землякам — від земляків» — «Наша з вами газета» (Ічня), 21 травня 2010.
- «Сповідь про Ічнянщину» — «Трудова слава» (Ічня), 29 травня 2010.
- «Шевченки на Шевченка, 9» — «Сіверщина» (Чернігів), 1 липня 2010.
- «Ічнянщина як інша планета» — «Голос України», 6 липня 2011.
- «Богдана Шевченко, лауреат Премії ім. С.Васильченка…» — «Літературно-мистецька Ічнянщина. Імена та здобутки» (Київ, «Гнозіс», 2011).
- «Нові твори родини Шевченків, або До земляків з добром» — «Трудова слава» (м. Ічня), 8 вересня 2012.